# 156-я резервная дивизия (вермахт)
156-я резервная дивизия (нем. 156. Reserve-Division) — резервное тактическое соединение сухопутных войск вооружённых сил нацистской Германии периода Второй мировой войны. В феврале 1944 года была преобразована в 47-ю пехотную дивизию.

## История
156-я резервная дивизия была сформирована 5 октября 1942 года путём переформирования дивизии № 156, входившей в состав сил резервных войск Вермахта в оккупированной Франции. Основные силы выполняли задачи по обороне берегового побережья Ла-Манша, штаб-квартира дивизии находилась в Ардре. 1 октября 1944 года была преобразована в 47-ю пехотную дивизию.

## Местонахождение
- с октября 1942 по февраль 1943 (Бельгия)
- с февраля по март 1943 (Франция)
- с март 1943 по февраль 1944 (Бельгия)

## Подчинение
- 82-й армейский корпус 15-й армии группы армий «D» (14 марта 1943 — 1 февраля 1944)

## Командиры
- генерал-лейтенант Рихард Бальтцер (5 октября 1942 — 8 июля 1943)
- генерал-майор Йоханнес Нэдтвиг (8 июля — 14 сентября 1943)
- генерал-лейтенант Рихард Бальтцер (14 сентября — 27 декабря 1943)
- генерал-лейтенант Отто Эльфельдт (27 декабря 1943 — 1 февраля 1944)

## Состав
- 26-й резервный гренадерский полк (Reserve-Grenadier-Regiment 26)
- 227-й резервный гренадерский полк (Reserve-Grenadier-Regiment 227)
- 254-й резервный гренадерский полк (Reserve-Grenadier-Regiment 254)
- 26-й резервный артиллерийский дивизион (Reserve-Artillerie-Abteilung 26)
- 1056-й отряд материального обеспечения (Nachschubtruppen 1056)